# Bobometo
Bobometo (Bobmeto) ist ein osttimoresisches Dorf im Suco Bobometo (Verwaltungsamt Oesilo, Sonderverwaltungsregion Oe-Cusse Ambeno).

## Geographie

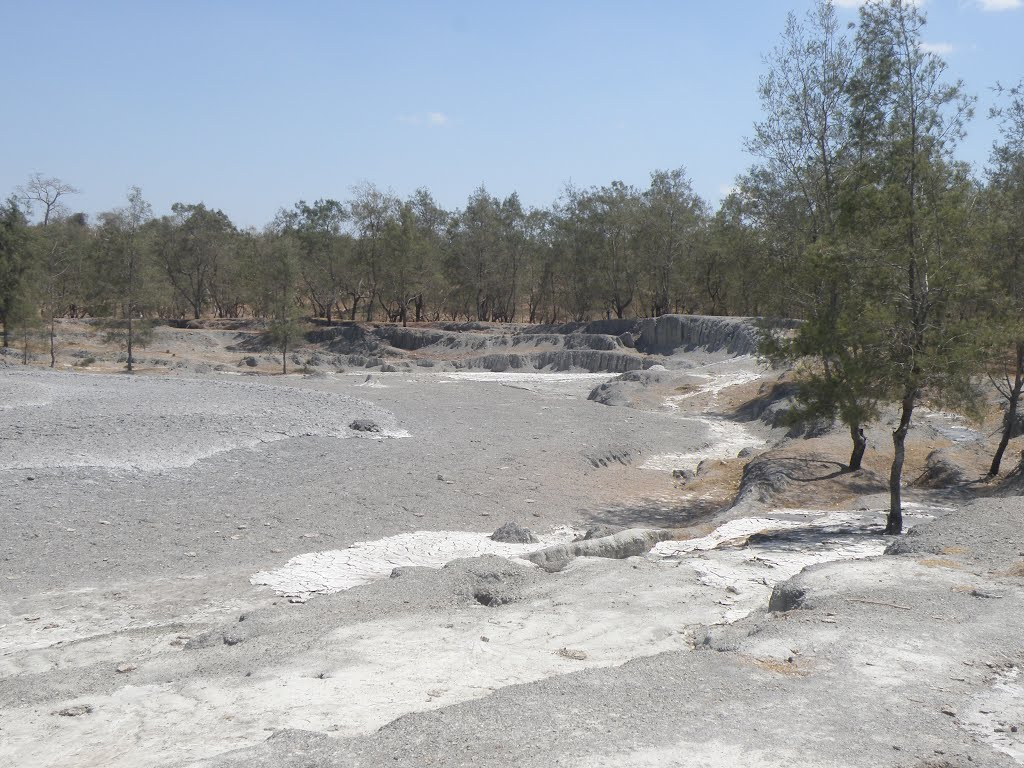
Kasuarinen am Rande der Schlammvulkane in Bobometo

Vor der Gebietsreform 2015 hatte Bobometo eine Fläche von 52,65 km². Nun sind es 59,15 km². Der Suco liegt im Nordosten des Verwaltungsamts Oesilo. Im Südwesten liegt der Suco Usitaqueno und im Westen Usitasae. Im Norden liegt das Verwaltungsamt Pante Macassar mit seinen Sucos Cunha und Naimeco, östlich das indonesische Westtimor. Die Nordgrenze bildet der Fluss Kinioki. Der Ekai kommt von Osten her aus Indonesien, durchquert den Süden Bobometos, fließt weiter nach Usitasae und bildet dann wieder die Nordwestgrenze zu Cunha, bis er sich mit dem Kinioki vereinigt. Zusammen mit dem Abanai bilden die Flüsse den größten Fluss der Gemeinde, den Tono. Im Norden von Bobometo entspringt der Fluss Ana, der kurz darauf in den Kinioki mündet. Südlich von Saben befinden sich nahe der Ostgrenze Bobometos die Schlammvulkane von Poto.
Der Ort Bobometo liegt im Osten des Sucos auf einer Meereshöhe von 562 m. Er bildet mit den Orten Usapicolon (Usapikolen), Saben und Oemanu ein Siedlungszentrum. Hier gibt es eine Grundschule, eine vorbereitende Schule für die Sekundärstufe (Escola Pre-Secundaria Oesilo) und ein Hubschrauberlandeplatz.
Der offizielle Grenzübergang Napan/Bobometo verbindet Osttimor und Indonesien. Von hier aus führt durch den Norden des Sucos eine Überlandstraße Richtung Nordwest nach Pante Macassar und Richtung Südost in das indonesische Kefamenanu. Sie überquert den Kinioki über eine Brücke. An der Straße nach Pante Macassar liegen von Süd nach Nord im Suco das Siedlungszentrum Bobometo und die Dörfer Biele, Oenoah (Oenoa), Oebele, Kiukle und Oebaha. Östlich davon liegt der Ort Hoineno (Hueneno), westlich am Fluss Ana die Dörfer Kuanana, Faut und im äußersten Nordwesten Nianapu (Nianapo, Nianafu) und Nenopen. Westlich vom Siedlungszentrum Bobometo liegt das Siedlungszentrum Oesilo mit seinen Ortsteilen Afumalule und Benais. Direkt südlich davon liegt das Dorf Patmet. Eine weitere Überlandstraße führt vom Ort Bobometo nach Süden bis nach Passabe. An ihr liegen im Suco Bobometo (von Nord nach Süd) die Dörfer Kuafeu, Fauteso, Tumin, Ukbatan, Quiubiselo (Quibiselo, Quebesiolok, Kiubiselo, Kiobiselo), Binau und Neofmuti. Von Tumin aus führt eine kleine Straße nach Nordwesten in den Suco Usitasae, an der in Bobometo die Orte Nunete, Mambua, Fatututa  Nonquican und Kiubiole liegen. Neben den öffentlichen Einrichtungen im Ort Bobometo gibt es Grundschulen in Oebelo, Nianapu, Nonquican, Tumin (Escola Primaria Tumin) und Binau. Außerdem finden sich in Tumin eine medizinische Station und ein Hubschrauberplatz für Notfälle.
Im Suco befinden sich die neun Aldeias Hoineno, Nianapu, Nonquican (Nonkikan), Oebaha, Oenoah, Quiubiselo, Saben, Tumin und Usapicolon.
Im Suco gibt es noch letzte Vorkommen von Harthölzern, wie Teak.

## Einwohner
In Bobometo leben 8.060 Einwohner (2022), davon sind 4.057 Männer und 4.003 Frauen. Im Suco gibt es 1.795 Haushalte. Über 97 % der Einwohner geben Baikeno als ihre Muttersprache an. 2,5 % sprechen Tetum Prasa.

Feierlichkeiten in Tumin
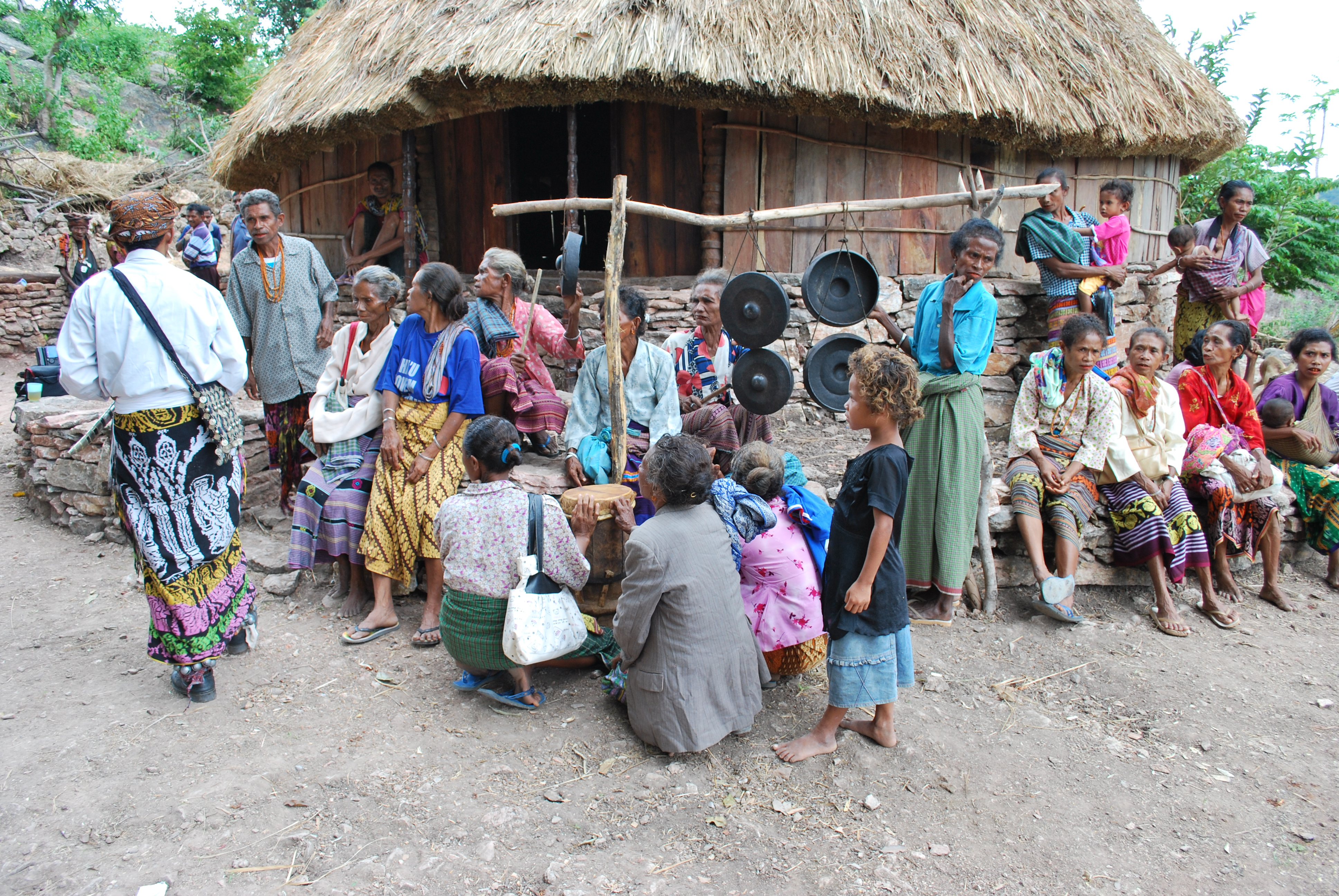
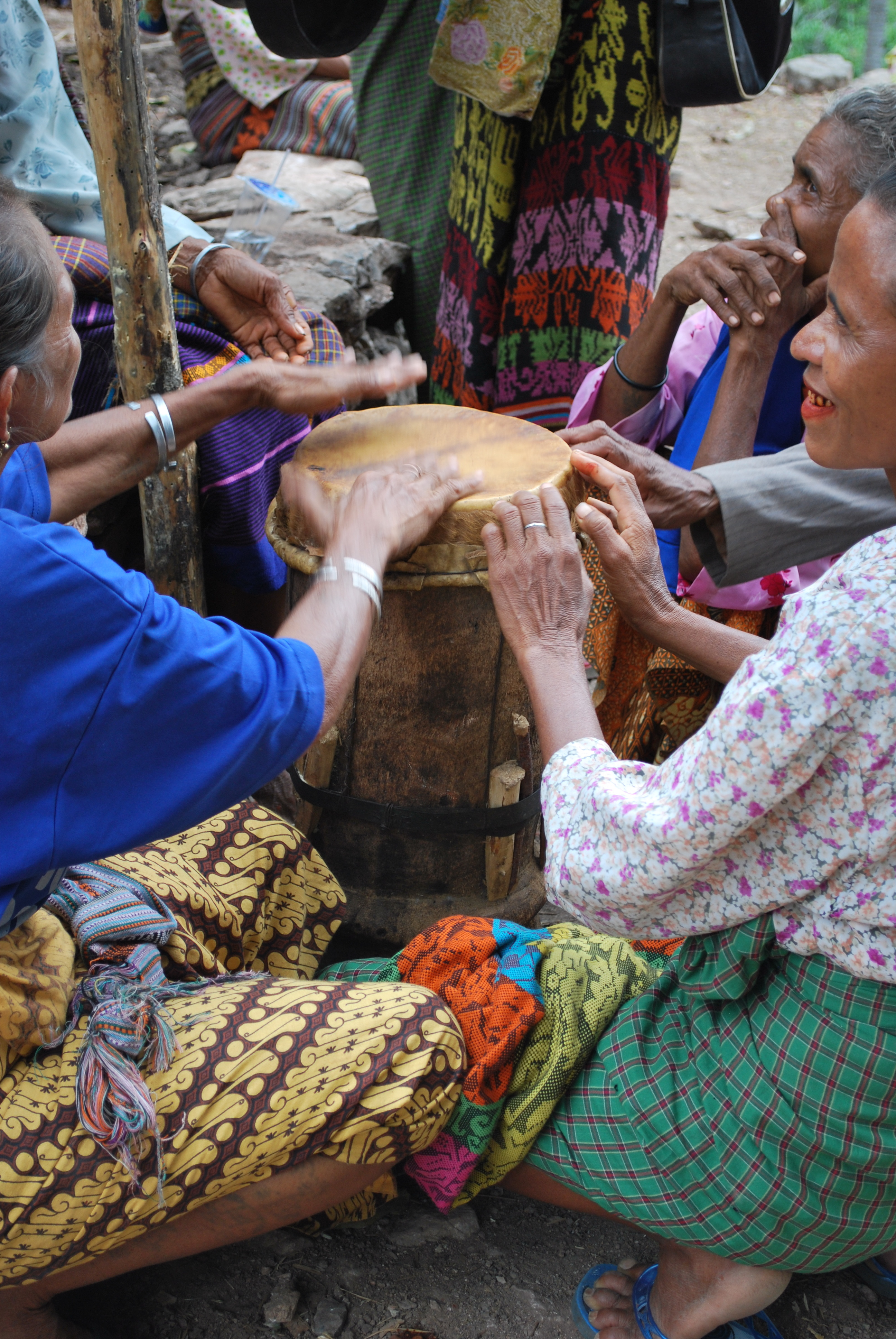

## Geschichte
Bobometo beteiligte sich bei der Rebellion gegen die Portugiesen im Mai 1912. Mit Hilfe von Truppen, die das Kanonenboot Pátria brachte, wurde die Revolte niedergeschlagen.
Nach dem Unabhängigkeitsreferendum in Osttimor 1999 brannten Soldaten der Streitkräfte Indonesiens und 200 pro-indonesische Milizionäre der Sakunar ab dem 31. August über hundert Häuser im Suco nieder. Zwischen dem 7. und 9. September 1999 ermordeten sie in den Dörfern Tumin, Quiubiselo, Nonquican und Nibin (letzteres Suco Usitaqueno) 17 Personen mit Macheten und Schusswaffen. Die Überlebenden wurden in das indonesische Westtimor deportiert. In Inbate angekommen, wurden 55 junge Männer durch Soldaten, Polizisten und Milizionären von den anderen getrennt, gefesselt und geschlagen. Dann wurden sie zu Fuß nach Passabe getrieben und dort erschossen und erstochen. Acht Männer konnten entkommen.
Am 11. März 2010 bedeckte ein Erdrutsch zwei Hektar Farmland. 15 Familien mussten evakuiert werden.

## Politik
Bei den Wahlen von 2004/2005 wurde Baptista Tafin zum Chefe de Suco gewählt. Bei den Wahlen 2009 gewann Bento Bobo und 2016 Yoseph Elu.

## Persönlichkeiten
- Otélio Ote (* 1969), Journalist